# Садова вулиця (Прилуки)
Вулиця Садова — вулиця у місті Прилуки. Пролягає від вулиці Берегової до залізничного вокзалу. Вулиця розташована в центральній частині міста.
Прилучаються вулиці Гоголя — Шевченка — Соборна — Київська — Миколаївська — Костянтинівська — 1 Травня — Миколи Яковченка — Вокзальна — Залізничний провулок.
Нумерація йде від центру (№ 2-128, 1-151).

## Історія
Прокладена в 1-й половині 19 століття, згідно Генерального плану забудови міста 1802 року.
Забудова почалася у 20-х роках 19 століття. Назву Синагозька вулиця отримала через єврейську синагогу, збудовану тут 1861 року. Останній раз в історичних джерелах ця назва зустрічається 1888 року.
Зміна назви на Садову відбулася близько 1896 року. Нова назва виникла у зв'язку з тим, що вулиця вела до міського саду (тепер парк ЦТДТЮ), закладеного наприкінці 19 століття. Парк розташований у кварталі між сучасними вулицями 1 Травня та Миколи Яковченка.
Була перейменована на честь Максима Горького, російського письменника. 1938 року прокладено заключний відрізок вулиці від вул. 1 Травня до залізничного вокзалу.
Історична назва повернута рішенням міськради від 31 травня 2001 року.

## Пам'ятки
- Синагога, згодом кінотеатр ім. Горького (1861), № 34
- Гімназія Т.Федоренко (1911), № 52

## Установи
- школа № 4 (№ 16, колишній будинок Шкуратова, 1912);
- корпус школи-інтернату (№ 52);
- виробничо-торгове підприємство"Ма/жеяі" (колишній «Змішторг», № 84а);
- Підприємство теплокомуненерго (№ 98а);
- школа № 14 (№ 106);
- центральна районна бібліотека для дітей (колишня автостанція, № 114);
- дитсадок «Барвінок» (№ 135);
- ясла-садок № 66 (№ 149а).